# 애프터스쿨의 뷰티 바이블 2014FW
《애프터스쿨의 뷰티 바이블 2014FW》는 KBS W의 텔레비전 프로그램이다.

## 방송 개요
- 각 분야의 뷰티 전문가들과 셀럽들이 뷰티 매거진 속 전문가가 되어 전문성과 재미를 동시에 안겨줄 리얼 뷰티 스토리

## 방송 시간
- 매주 화요일 밤 11:00

## 출연자
- 애프터스쿨